# Antoine-Girard de La Bournat
 Antoine-Girard de La Bournat, né en 1656 à Clermont et mort le 8 mars 1702, est un prélat français, successivement évêque de Toul, de Boulogne et de Poitiers.

## Biographie
Antoine-Girard de La Bournat est docteur en Sorbonne. Louis XIV lui confie l'éducation du  comte de Toulouse. 
Il est abbé de Pontlevoy quand il reçoit sa nomination d'évêque de Toul en 1697. Il est nommé ensuite à la tête de l'évêché de Boulogne en 1698, et enfin cette même année à celui de Poitiers.

## Source
- Eugène Van Drival, Histoire des évêques de Boulogne, Boulogne-sur-Mer, 1852